# 军垦站
军垦站位于中华人民共和国甘肃省玉门市，建于1956年，是兰新铁路的一个车站。距离兰州站912公里，距上行车站玉门站10公里，距下行车站疏勒河站13公里。该站隶属中国铁路兰州局集团。

## 业务范围
- 客运：办理旅客乘降；不办理行李、包裹托运;
- 货运：办理整车货物发到；不办理罐装危险货物到达；不办理整车爆炸品及整车一级氧化剂发到